# Lek (flod)

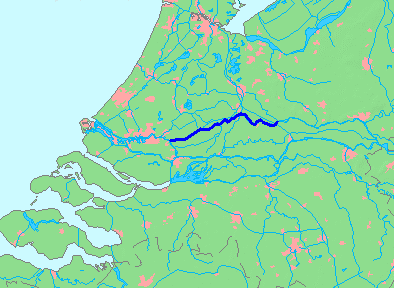
Floden Lek är mörkblått på kartan.

Lek är en flodarm i Nederländerna av Rhen. Den börjar i Wijk bij Duurstede (Utrecht) och förenar sig med floden Nieuwe Maas nära Kinderdijk (Zuid-Holland). Floden är 65 km lång.